# Фесюк Галина Петрівна
Галина Петрівна Фесюк (нар. 16 серпня 1964 у селі Пили, Жовківського району Львівської області) — керівник відділу культури і туризму Жовківської районної державної адміністрації.
Українська поетеса, краєзнавець, журналіст, громадський діяч у сфері культури.
Член правління Української асоціації письменників Західного регіону, президент Благодійної організації творчих та активних жовківчан «Розточани», Голова Правління Жовківської районної організації УТОПІК (українське товариство охорони пам'яток і культури), заступник голови районної організації Всеукраїнського об'єднання товариства «Просвіта».
Засновник і видавець літературно-мистецького та краєзнавчого часопису «Живоцвіт» (2001—2007 рр)
Засновник і редактор Інтернет-порталу «Моя Жовківщина».
Засновник і організатор Всеукраїнського літературного конкурсу імені Леся Мартовича на Жовківщині.
З 1999 року — редактор часописів отців Василіян «Духовне джерело» і часопису Сокальсько-Жовківської єпархії «Джерело життя»
З 2012 року — редактор часопису отців Василіан у Жовкві «Апостольство молитви».

## Освіта
1984—1990 — Львівський політехнічний інститут, кваліфікація — «Інженер-електромеханік».
1998—2001 — Київський інституту радіотележурналістики, кваліфікація — журналіст ЗМІ

## Трудова діяльність
Після закінчення інституту, переїхала разом із сім'єю на постійне місце проживання до Жовкви.
Дослідила і написала історію сіл Воля-Висоцька, Лавриків, Пили, Забір'я. Записала легенди та перекази про походження назв сіл району, дослідила тектонічне розміщення замків і монастирів Жовківщини.
У 2000, на запрошення районної організації Всеукраїнського товариства «Просвіта», працювала редактором просвітянського часопису «Голос серця».
Після закінчення радіотелеінституту працює керівником гуртків «Юний журналіст» та «Екскурсоводи-краєзнавці» у Жовківському центрі дитячої та юнацької творчості. Нагороджена Грамотою Львівської державної обласної адміністрації «Найкращий керівник гуртка».
У листопаді 2001 заснувала літературно-мистецький часопис «Живоцвіт».
У 2003 видала перші буклети на Жовківщині — «Жовква — перлина архітектурних пам'яток» та «Світло Крехівської святині».
Інші краєзнавчі інформатори: «Два дні на Жовківщині», «Жовківщина туристична», «Жовківщина — край Розточчя», «Туристична Жовківщина», «Жовківська дитяча школа мистецтв», «Музеї Жовківщини».
Зібрала матеріали для туристичної книги «Перлини Жовкви» про архітектурно-мистецькі пам'ятки міста.
На запрошення священиків Василіанського монастиря у Жовкві у 2005 році працювала редактором церковного часопису «Духовне джерело», згодом — літературним редактором церковного часопису Сокальсько-Жовківської єпархії «Джерело життя».
З 4 червня 2007 — головний спеціаліст відділу культури і туризму Жовківської райдержадміністрації.
З 4 грудня 2015 року — керівник відділу культури і туризму Жовківської районної державної адміністрації.
Провела більше як 500 екскурсій та краєзнавчих мандрівок за власними маршрутами по місту Жовква і району, багатьох містах України та рекреаційних відпочинкових місцях.
Організувала протягом 10 років більше 30 літературних вечорів у місті Жовква за участю письменників Національної Спілки письменників, місцевої громади та інтелігенції.
Провела літературні зустрічі у Донецькій, Запорізькій, Черкаській, Івано-Франківській, Житомирській, Львівській, Тернопільській областях. Також у Бельгії, Словенії, Латвії, Швеції.

## Творчість
Власні книжки:
- «Історія пасажирського вагонного депо Львів». Передмова директора «Укрзалізничпостач» Бориса Остапюка. Видавництво «Центр Європи». Львів, 2001.
- «До тебе, Господи, іду». Поезії. Передмова Левка Різника. Видавництво «Фенікс». Львів, 2004.
- «Свічадо Жовківського краю». Історична, літературно-мистецька Жовківщина в іменах. Видавництво «Паіс». Львів, 2004.
- «Слова душі моєї». Поезії. Передмова Генерального директора видавництва оо. Василіян «Місіонер». Збірка поезій. Видавництво ТзОВ «Галицька видавнича спілка». Львів, 2008.
- «Із полум'я любові», Поезія. Видавництво «Плай», 2015.

Випустила аудіо-диски:
- Пісні. «Жовківчаночка». 2012
- Читана поезія. «Тепло душі моєї», 2012.

Упорядкувала:
- Збірник доповідей та повідомлень науково-практичної конференції «Богдан Хмельницький і Жовківщина». Жовква. 2007.
- «Жовківщиа. Історія. Культура. Туризм». Видавництво ТзОВ «Галицька видавнича спілка». Львів, 2008.
- «Мені за приклад станеш ти…» Вірші. Твори. До 120-річчя від дня народження Є. Коновальця. Жовква. 2011.
- «Жовківщиа. Історія. Культура. Туризм». Видавництво «Плай». Львів, 2012.
- «Свічадо Жовківського краю». Перевидання. Львів. 2015.

Друкувалася у колективних поетичних збірках
- «Материнська молитва. Українки — героям Майдану». Поезії. Видавництво «Наш формат». Київ, 2014
- «Небесна сотня». Антологія Майданівських віршів. Видавництво «Букрек». Чернівці, 2014.
- «Польско-український збірник». Поезії. Варшава. 2014
- «Осінь у камуфляжі». Збірка поезій. Видавець ПП Щербатих О. В. Кременчук, 2014. — Часопис Товариства Української Культури в Угорщині «Громада». № 1-4, № 2. 2014—2015

## Відзнаки
Нагороджена медаллю «За вірність національній ідеї» (№ 670 від 16.06.2018) Всеукраїнським обєднаням «КРАЇНА» та за представленням Громадської спілки «Українська Народна сила» — керівник Богдан Кунда)
Нагороджена медаллю «За сумлінну працю» (№ 671 вчід 16.06.2018) Всеукраїнським обєднаням «КРАЇНА» та за представленням Громадської спілки «Українська Народна сила» — керівник Богдан Кунда)
Нагороджена Грамотами Департаменту туризму України за вагомий внесок у розвиток галузі туризму України та екскурсійну діяльність (№ 370 від 27.09.2013), Нагороджена Почесною грамотою Львівської обласної державної адміністрації за вагомий внесок у розвиток галузі культури і національно-патріотичну позицію (Розпорядження голови ОДА від 9.11.2017), Нагороджена Почесною Грамотою Луцьким Європейським університетом за активну участь у Майданівських подіях Революції Гідності та за матераіл «Вервиця в руках Небесної Сотні» (21.02.2015), Нагороджена Грамтами Жовківської районної державної адміністрації (Розпорядженням голови РДА за сумлінне виконання службових обов'язків, розвиток галузі культури та збереження національно-культурного середовища у Жовківському районі у 2009, 2010, 2014, 2015, 2016, 2017, статуеткою та грамотою 2018 р — Кращий державний службовець)
Нагороджена Грамотами Жовківської районної ради (за національно-патріотичну позицію, вагомий внесок у розвиток галузі культури та активну співпрацю між регіонами Сходу України у час війни на Сході України у 2016, 2017, 2018 рр.
Нагороджена дипломами за участь у літературних конкурсах і заходах, фестивалях української культури, організованих діаспорою у Бельгії, Словенії, Ризі, Швеції, в містах України Краматорськ, Слав"янськ, Маріуполь, Житомир, Київ, Вінниця, Херсон, Нововолинськ, Біла Церква, Суми, Івано-Франківськ. Тернопіль, Чернівці, Коломия, Ужгород, Миколаїв, Харків, Коростень.
Встановила за власні кошти погруддя Т. Г. Шевченку у с. Пили, Жовківського району.

## Родина
Мама Анна Савлик, тато Петро Бурило, сини Іван та Сергій